# Vladímir Briújov
Vladímir Briújov –en ruso, Владимир Брюхов– (24 de abril de 1990) es un deportista ruso que compitió en natación. Ganó una medalla de bronce en el Campeonato Europeo de Natación en Piscina Corta de 2010, en la prueba de 4 × 50 m libre.

## Palmarés internacional
| Campeonato Europeo en Piscina Corta | Campeonato Europeo en Piscina Corta | Campeonato Europeo en Piscina Corta | Campeonato Europeo en Piscina Corta |
| Año                                 | Lugar                               | Medalla                             | Prueba                              |
| ----------------------------------- | ----------------------------------- | ----------------------------------- | ----------------------------------- |
| 2010                                | Eindhoven (Países Bajos)            | Medalla de bronce                   | 4 × 50 m libre                      |